# Миронов, Виталий Сергеевич
Виталий Сергеевич Миронов (род. 8 марта 1942, Сталиногорск, Тульская область, РСФСР, СССР) — советский и российский художник, народный художник Российской Федерации (2006).

## Биография
Родился 8 марта 1942 года в городе Сталиногорск (сейчас — Новомосковск) Тульской области.
В 1969 году — окончил Ярославское художественное училище (педагоги: Е. М. Дружинина, А. А. Тамбасов‚ В. Н. Леонтьев).
С конца 1970-х годов — живёт и работает в Подольске.
В 1977 году — окончил живописный факультет Московского государственного художественного института имени В. И. Сурикова (педагоги: А. М. Грицай, Д. Д. Жилинский‚ Т. Т. Салахов), также окончил аспирантуру.
С 1980 года — член Союза художников РСФСР.
С 1987 по 1995 годы — был членом правления МООСХ.
С 1996 года — член комиссии по живописи правления Союза художников России, член бюро секции живописи МОСХ.
Преподаёт академическую живопись и заведует кафедрой в Московском региональном институте высшего социально-экономического образования.
Основные работы: триптих «Свадьба», «Новолипецкий металлургический», «Сталевары», «Пограничники», триптих «Отчий дом», диптих «Тишина», «Художник в мастерской», цикл пейзажных работ «Боровск», «Отечество в опасности», «Агитатор», серия натюрмортов «Полевые цветы».
С 1977 года — участвует в художественных выставках, работает в жанрах тематической картины, пейзажа, портрета, композиции. Тематика произведений — современный быт провинциального города, историко-архитектурный пейзаж, революционная романтика, тема труда.
Персональные выставки: в России (1978, 1983, 1985, 1989, 1993, 1994, 2000, 2001); на Кубе, в Турции, в Индонезии.
Работы находятся в музейных и частных коллекциях в России и за рубежом.

## Награды
- Народный художник Российской Федерации (2006)
- Заслуженный художник Российской Федерации (2000)
- Медаль «Ветеран труда» (1987)
- Серебряная медаль Российской Академии художеств
- Почётный гражданин города Боровска (2002)